# Jerzy Bahr

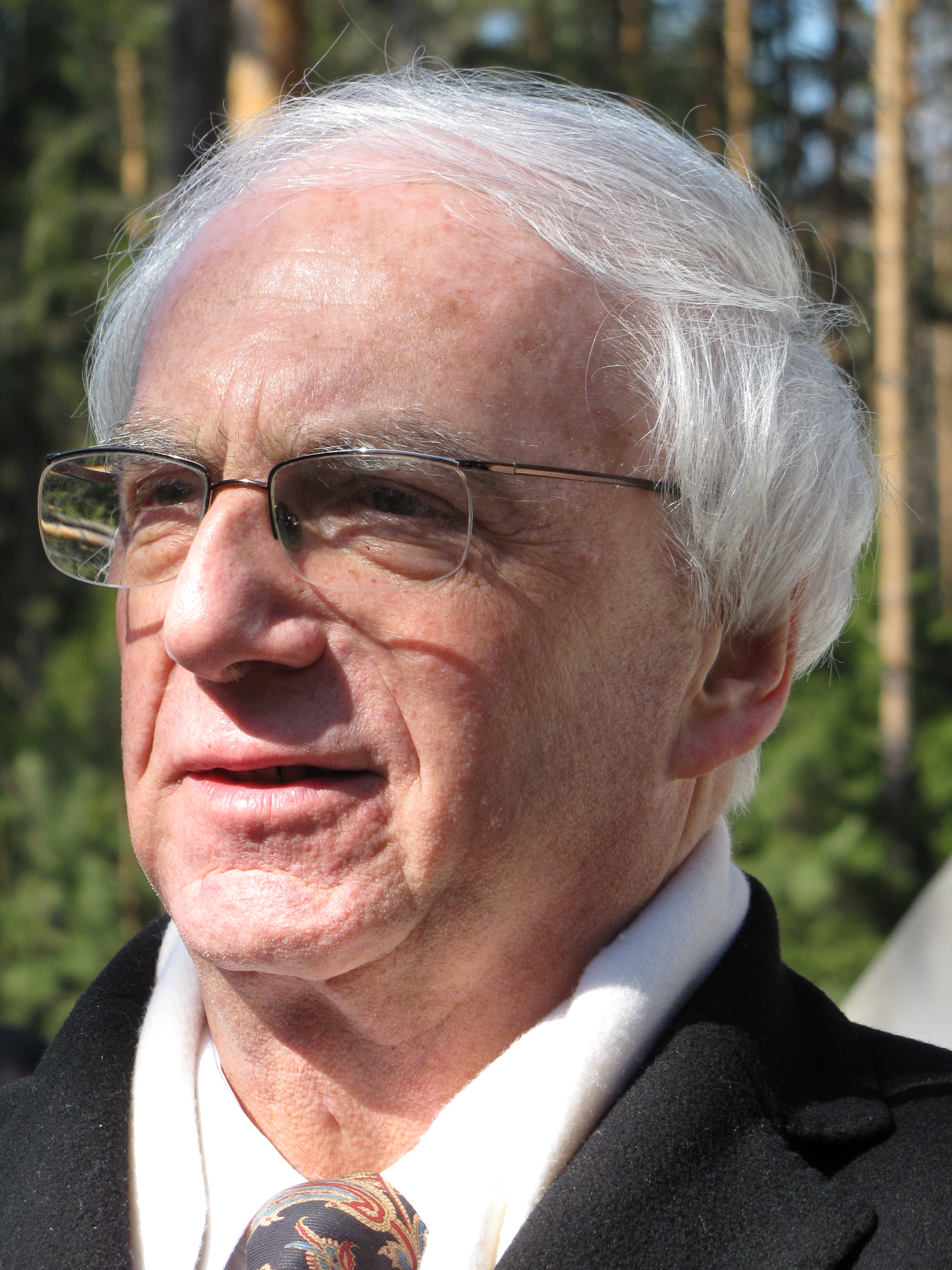
Jerzy Bahr (2009)

Jerzy Artur Bahr (* 23. April 1944 in Krakau; † 25. Juli 2016 ebenda) war von 2006 bis 2010 Botschafter der Republik Polen in der Russischen Föderation. Vom 1. März 2005 bis zum 22. Dezember 2005 war Bahr Leiter des Büros für nationale Sicherheit der Republik Polen (Biuro Bezpieczeństwa Narodowego).

## Leben und Wirken
Bahr studierte an der Jagiellonen-Universität in Krakau Soziologie. Ab 1974 arbeitete er für das Außenministerium der Volksrepublik Polen. Von 1974 bis 1980 war Bahr für die Botschaft der Volksrepublik Polen in Bukarest tätig. 
Nach der Erklärung des Kriegsrechts in Polen 1981 durch General Jaruzelski floh Bahr nach Wien. In Österreich wurde ihm 1983 politisches Asyl gewährt. Er arbeitete in den folgenden Jahren für das Radio Free Europe. Von 1985 bis 1991 war er für das Osteuropa-Studien-Institut Bern-Freiburg (Fribourg) tätig.
Im Jahr 1989 kehrte er nach Polen zurück. Zunächst arbeitete er als Berater der polnischen Botschaft in Moskau. In seiner Tätigkeit für das polnische Außenministerium war er von 1994 bis 1996 Direktor des Dezernats Europa II. Von 1996 bis 2001 bekleidete Bahr das Amt des polnischen Botschafters in der Ukraine in Kiew. Hierauf folgend war Bahr von 2001 bis 2005 Botschafter in Litauen in Vilnius. Vom 1. März 2005 bis zum 22. Dezember 2005 war Bahr Leiter des Büros für nationale Sicherheit der Republik Polen (Biuro Bezpieczeństwa Narodowego). Seit dem 19. Mai 2006 war Bahr Botschafter Polens in der Hauptstadt Russlands Moskau, am 30. September 2010 wurde er von diesem Posten abberufen.
Am 13. November 2009 wurde Bahr von dem polnischen Außenminister Radosław Sikorski mit der höchsten Auszeichnung des polnischen Außenministeriums – Odznaka Honorowa Bene Merito ausgezeichnet.

## Auszeichnungen und Ehrungen
- Orden Polonia Restituta, Komtur mit Stern (2010)[3]
- Orden Polonia Restituta, Komtur (2005)[4]
- Bene Merito (Polen) (2009)[5]
- Drei-Sterne-Orden, Kommandeur (2005)[6]
- Orden für Verdienste um Litauen, Komtur (2005)[7]